# 小梅 (大字)
小梅，原稱為梅仔坑，今稱梅山，是臺灣嘉義縣梅山鄉的一個傳統地域名稱，也是全鄉行政中心所在地，位於該鄉西北部。相較於今日行政區，其範圍大致包括梅東村不含南半葉的東半部、梅南村東大半部、梅北村不含南端的西側。

## 歷史
台灣日治初期，小梅地區為一（舊制）街庄，稱為「梅仔坑庄」，隸屬於打貓東頂堡。該庄北隔到孔溪（今華興溪）與崁腳庄、大湖底庄為界，東隔到孔溪及陸界與圳頭庄為鄰，南邊及西邊南段為九芎坑庄，西邊中、北段為過山庄。
1901年（日治明治三十四年）11月，全台設置二十廳，該庄隸屬於嘉義廳。1903年（明治三十六年）6月，該庄編入「梅仔坑區」，隸屬於嘉義廳。1909年（明治四十二年）10月，合併二十廳為十二廳，梅仔坑區仍隸屬於嘉義廳。1920年（大正九年），廢十二廳改設五州二廳，該庄改制並更名為「小梅」大字，隸屬於臺南州嘉義郡小梅庄（新制街庄）。
戰後小梅庄改制為小梅鄉，隸屬於臺南縣，大字亦改制為村。1946年6月21日，小梅鄉改名梅山鄉。1950年雲、嘉、南分治，梅山鄉改隸屬於嘉義縣。

## 聚落
本地區發展較早的聚落有梅仔坑（梅山）、中庄、尾庄等，在日治期初期的官方地圖上已有記載。

## 交通
省道台3線俗稱「內山公路」，是臺北至屏東的幹道，經過本地區中庄、梅仔坑（梅山）等聚落。由該道路北行可前往雲林縣古坑鄉、斗六市、林內鄉、南投縣竹山鎮等地；南行可前往竹崎鄉、番路鄉西北部、中埔鄉、番路鄉南部、大埔鄉等地。
縣道149號是南投縣竹山至梅山的道路，其終點在本地區梅山市區的省道台3線路口。由此北行可前往雲林縣古坑鄉、南投縣竹山鎮，並止於竹山市區西側的省道台3線路口。
縣道162號是溪口至梅山的道路，其終點在本地區西部的省道台3線路口。由此西行可前往大林鎮、溪口鄉，並止於縣道157號轉角路口。
縣道162甲線是梅山鄉圳頭（實際起點在梅山市區）至太和的道路，全線皆在梅山鄉境內，起點在本地區梅山市區的縣道149號轉角路口。由此東行可前往科子林地區，並止於太和聚落西邊的縣道169號路口。
鄉道嘉103-3線是崎頂至尾庄的道路。
鄉道嘉114線是蛇仔巃至龍岩的道路。

## 學校
- 梅山國中
- 梅山國小
- 梅北國小

## 景點
- 梅山公園：清治時期諸羅八景之一的「梅坑月霽」所在地。

## 宗教場所
- 梅山中華聖母天主堂（位於圳頭地區境內，臨近本地區）
- 梅山玉虛宮（主祠玄天上帝）